# Salix yumenensis
Salix yumenensis là một loài thực vật có hoa trong họ Liễu. Loài này được H.L. Yang miêu tả khoa học đầu tiên năm 1985.